# Opera Nazionale Balilla

Emblema da ONB.

A Opera Nazionale Balilla (ONB), formalmente: Opera nazionale Balilla per l'assistenza e per l'educazione fisica e morale della gioventù, foi uma organização juvenil do Reino de Itália, estabelecida como "corpo moral" durante o período fascista com a lei de 3 de abril de 1926, n . 2247, e sob alta tutela do Chefe do Governo do Ministério da Educação Nacional (r. decreto 14 de setembro de 1929). 
A partir de 1937 foi absorvido pela "Gioventù Italiana del Littorio [it]". O termo "Balilla" foi inspirado na história do jovem Giovan Battista Perasso [it], que em 1746 incitou os genoveses à revolta durante a breve ocupação dos Habsburgos na cidade da Ligúria. O hino oficial deste corpo foi a peça "Fischia il sasso" composta por Giuseppe Blanc [it].

## Origens
Os nacionalistas nos anos após a Primeira Guerra pensavam em si mesmos como combatentes de instituições liberais e dominadoras criadas por gabinetes como os de Giovanni Giolitti, incluindo a escola tradicional. O futurismo, um movimento cultural revolucionário que serviu de catalisador para o fascismo, defendeu "uma escola de coragem física e patriotismo", como expresso por Filippo Tommaso Marinetti em 1919. Marinetti expressou seu desdém pelo "já pré-histórico e troglodita grego antigo e Cursos de latim", defendendo sua substituição por exercícios modelados nos dos soldados Arditi ("[aprendendo] a avançar de mãos e joelhos diante de tiros de metralhadora devastadora; a esperar de olhos abertos que uma trave se mova lateralmente sobre suas cabeças etc."). Foi nesses anos que se formaram as primeiras alas juvenis fascistas ("Avanguardia Giovanile Fascista" em 1919, e "Gioventù Universitaria Fascista", GUF, em 1922).
- Balilla' (meninos) e Piccole Italiane (meninas) - de 8 a 14 anos
- Avanguardisti e Giovani Italiane - 14 a 18

Com o tempo, uma seção chamada "Figli della Lupa" ("Filhos da Loba", alusão ao mito de Rômulo e Remo; de 6 a 8 anos) foi adicionada. (nota: Balilla e Avanguardisti eram subestruturas da Opera Nazionale Balilla; a última não era uma organização separada.
Entre os 18 e os 21 anos, jovens e moças ingressariam em grupos adicionais da ONB - Fasci Giovanili di Combattimento (ver Fasci di Combattimento) e Giovani Fasciste, respectivamente. Estudantes do sexo masculino em todas as formas de ensino superior foram matriculados no GUF.
A Opera Nazionale Balilla foi estabelecida por lei como uma instituição sob o controle do Ministério da Educação Nacional em 1926. Inicialmente, a adesão era voluntária, mas depois tornou-se obrigatória para meninos entre 6 e 18 anos e meninas entre 8 e 14 anos. Em 1936, um jardim de infância pré-Balilla foi criado para crianças menores de 6 anos. Os membros da ONB eram obrigados a estudar ciência militar e história italiana.
Embora a Opera Nazionale Balilla tenha sido fundada como um "Ente Morale", em 1929 foi colocada sob o poder do Ministério da Educação Nacional, com o poder relacionado do Chefe do Governo devolvido ao Ministro da Educação Nacional. Em 1935, um político veterano do Partido Nacional Fascista, Araldo di Crollalanza [en], foi nomeado presidente da ONB.